# Anthony Kalik
Anthony Kalik (ur. 5 listopada 1997 w St Leonards) – australijski piłkarz chorwackiego pochodzenia, występujący na pozycji środkowego pomocnika w chorwackim klubie Hajduk Split.